# Ideopsis mecrimaga
Ideopsis mecrimaga är en fjärilsart som beskrevs av Van Eecke 1914. Ideopsis mecrimaga ingår i släktet Ideopsis och familjen praktfjärilar. Inga underarter finns listade i Catalogue of Life.